# Mogens Koktvedgaard
Mogens Koktvedgaard (født 18. november 1933 i Vejle, død 29. juni 2003 i Klampenborg) var en dansk jurist og dr.jur.. 
Hans disputats Immaterialretspositioner indbragte ham doktorgraden dr.jur. i 1965. Mogens Koktvedgaard blev professor i retsvidenskab ved Københavns Universitet i 1966. I årene 1972-1981 var han prorektor ved Københavns Universitet. Han havde sit væsentligste virke inden for immaterialretten. Han var Ridder af 1. grad af Dannebrogordenen.